# Toxocara cati
Toxocara cati, còn được gọi là giun tròn mèo là ký sinh trùng của mèo và các loài thuộc họ mèo khác. Nó là một trong những giun tròn phổ biến nhất ở mèo, lây nhiễm cho cả loài hoang dã và các giống thuộc họ Mèo nhà, trên toàn thế giới. Giun trưởng thành ký sinh trong ruột của vật chủ. Ở mèo trưởng thành, nhiễm trùng - được gọi là bệnh toxocara - thường không có triệu chứng. Tuy nhiên, nhiễm trùng nặng ở mèo vị thành niên có thể dẫn đến tử vong.
Giun tròn mèo có màu vàng nâu, màu kem đến màu hồng và có thể dài tới 10 cm. Giun trưởng thành có cổ alae ngắn - rộng và phân đuôi của giun có hình dáng bề ngoài như một mũi tên. Trứng giun có hình dạng bầu dục có chiều rộng 65 μm và chiều dài khoảng 75 μm khiến chúng trở nên vô hình đối với mắt người. Ấu trùng quá nhỏ đến nỗi chúng dễ lây truyền từ một con cái trưởng thành sang mèo con của nó qua sữa.

## Điều trị
Điều trị nhiễm trùng Toxocara cati ở mèo khá đơn giản. Có một số loại thuốc diệt giun sẽ giết chết giun trưởng thành; tuy nhiên, hầu hết các loại thuốc đều không hiệu quả đối với các ký sinh trùng chưa trưởng thành. Do đó, mèo bị nhiễm bệnh thường sẽ cần nhiều liều dùng trong hai hoặc ba tuần để loại bỏ hoàn toàn giun.